# Бегильдеев, Константин Сергеевич
Князь Константи́н Серге́евич Бегильде́ев (1859 — не ранее 1920) — генерал-лейтенант, начальник 9-й кавалерийской дивизии.

## Биография
Православный. Из потомственных дворян Тамбовской губернии.
Окончил 2-ю Московскую военную гимназию (1875) и 3-е военное Александровское училище (1877), откуда выпущен был прапорщиком в 39-ю артиллерийскую бригаду. Позднее служил в 40-й артиллерийской бригаде, участвовал в Русско-турецкой войне 1877—1878 годов.
Чины: подпоручик (1878), поручик (1879), штабс-капитан (1885), капитан (1887), подполковник (1891), полковник (1896), генерал-майор (1905), генерал-лейтенант (1911).
В 1885 году окончил Николаевскую академию Генерального штаба по 1-му разряду. По окончании академии состоял старшим адъютантом штаба войск Ферганской области (1886—1888) и 11-го армейского корпуса (1888—1891), штаб-офицером для особых поручений при командующих войсками Казанского (1891—1892) и Киевского (1892—1896) военных округов и, наконец, штаб-офицером при управлении 47-й пехотной резервной бригады (1896—1898). В 1896 году за отличие был произведён в полковники. Затем был начальником штаба 44-й пехотной (1898—1899) и 2-й кавалерийской (1899—1902) дивизий.
4 июня 1902 года назначен командиром 5-го лейб-драгунского Курляндского полка. 14 января 1905 года за отличие по службе произведён в генерал-майоры с назначением начальником штаба 2-го армейского корпуса. 4 сентября 1911 года за отличие по службе произведён в генерал-лейтенанты с назначением начальником 9-й кавалерийской дивизии, с которой вступил в Первую мировую войну и, среди прочего, участвовал в Галицийской битве, Осаде Перемышля и Брусиловском прорыве. 6 апреля 1917 года отчислен от должности с назначением в резерв чинов при штабе Киевского военного округа.
В Гражданскую войну участвовал в Белом движении в составе Добровольческой армии и ВСЮР. Состоял в резерве чинов при штабе Главнокомандующего ВСЮР, с 17 октября 1919 года — в резерве чинов штаба войск Новороссийской области. На 25 марта 1920 года — в Одессе. Был убит в 1920 году или умер в эмиграции.
Был женат, имел сына и дочь.

## Награды
- Орден Святого Станислава 3-й ст. с мечами и бантом (1878)
- Орден Святой Анны 4-й ст. (1879)
- Орден Святой Анны 3-й ст. с мечами и бантом (1879)
- Орден Святого Станислава 2-й ст. (1888)
- Орден Святой Анны 2-й ст. (1893)
- Орден Святого Владимира 4-й ст. (1898)
- Орден Святого Владимира 3-й ст. (1903)
- Орден Святого Станислава 1-й ст. (1908)
- Высочайшая благодарность (ВП 17.11.1910)
- Орден Святой Анны 1-й ст. (ВП 6.12.1912)
- Орден Святого Владимира 2-й ст. с мечами (ВП 2.01.1915)
- мечи к ордену Св. Анны 1-й ст. (ВП 4.10.1915)
- Орден Белого Орла с мечами (ВП 22.10.1915)

Иностранные:
- французский орден Почетного Легиона, офицерский крест (1896)